# Coppa Europa di rugby 1952
La Coppa Europa 1952 fu la 4ª edizione del campionato europeo di rugby a 15 organizzato dalla FIRA.
Primo torneo del dopoguerra, dopo le tre edizioni del 1936, 1937 e 1938, vide la luce per iniziativa italiana e francese, i rappresentanti delle cui federazioni si riunirono a fine 1951 per discutere del futuro post-bellico della competizione, che nel congresso FIRA di Parigi del 26 maggio precedente era stato ripristinato con la formula del challenge (le squadre partecipanti si sarebbero incontrate a eliminazione e la vincitrice avrebbe sfidato la Francia, più recente detentrice del titolo).
Gli incontri eliminatori videro di fronte tra marzo e aprile 1952, ad Hannover Germania Ovest e Belgio con vittoria tedesca, e a Barcellona Spagna e Italia con gli Azzurri impostisi 6-0.
Nella finale degli sfidanti, che si tenne il 27 aprile Padova, l'Italia batté 14-6 i tedeschi.
La partita decisiva di Coppa Europa si tenne il 17 maggio all'Arena Civica di Milano a latere del congresso FIRA, come era stato deciso nell'assemblea precedente.
I francesi si rivelarono ancora la squadra migliore del torneo vincendo 17-8 un match che tuttavia alla fine del primo tempo li vedeva in svantaggio per 3-5 e, ancora a inizio ripresa, per 3-8.
Per la Francia si trattò del quarto titolo, assoluto e consecutivo, nelle prime 4 edizioni del torneo.
Il valore delle marcature, come stabilito dall’IRFB nel 1948, era: 3 punti per ciascuna meta (5 se trasformata), 3 punti per la realizzazione di ciascun calcio piazzato, mark o drop.

## Squadre partecipanti
- Belgio
- Francia
- Germania Ovest
- Italia
- Spagna

## Torneo degli sfidanti
|  | Semifinali     | Semifinali     | Semifinali |        |                | Finale         | Finale | Finale |  |
|  |                |                |            |        |                |                |        |        |  |
|  | Germania Ovest | Germania Ovest | 16         |        |                |                |        |        |  |
|  | Germania Ovest | Germania Ovest | 16         |        |                |                |        |        |  |
|  | Belgio         | Belgio         | 9          |        |                |                |        |        |  |
|  | Belgio         | Belgio         | 9          |        | Germania Ovest | Germania Ovest | 6      |        |  |
|  |                |                |            |        | Germania Ovest | Germania Ovest | 6      |        |  |
|  |                |                | Italia     | Italia | 14             |                |        |        |  |
|  | Spagna         | Spagna         | Italia     | Italia | 14             | 0              |        |        |  |
|  | Spagna         | Spagna         |            |        |                |                |        |        |  |
|  | Italia         | Italia         | 6          |        |                |                |        |        |  |

### Semifinali
| Hannover 2 marzo 1952 | Germania Ovest | 16 – 9 | Belgio | Bischofsholer Damm |

| Arbitro: | Lucien Barbe |

|  |      |               |
|  | mt   | 62’ Gerosa    |
|  | c.p. | 47’ Cecchetto |

### Finale
| Arbitro: | Roger Taddei |

|                                    |      |                 |
| Gerosa 21’ Masci 39’, 78’ Rosi 76’ | mt   |                 |
| Cecchetto 39’                      | tr   |                 |
|                                    | c.p. | 31’ Ritter      |
|                                    | drop | 74’ W. Schumann |

## Coppa Europa 1952
| Arbitro: | T.E. Priest |

|               |      |                                |
| Percudani 36’ | mt   | 8’ Rogé 75’ Biénès 77’ Basquet |
| Turcato 36’   | tr   | 75’ J. Prat                    |
| Cecchetto 42’ | c.p. | 50’, 72’ J. Prat               |